# Vṛṣabha

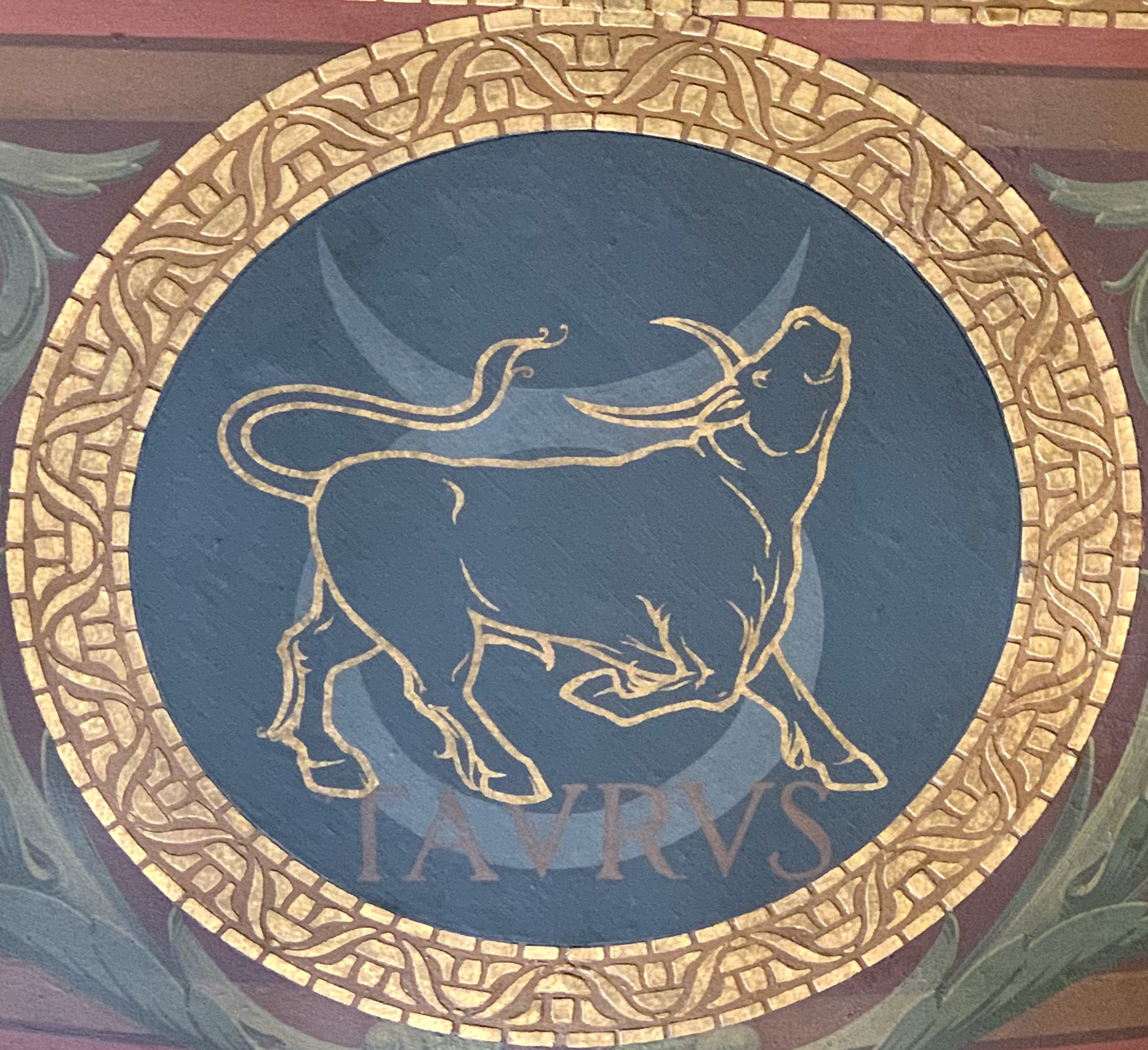
Ilustração do Signo de Touro no Capitólio Estadual do Wisconsin

Vṛṣabha, Vrishabha ou ainda Vṛṣa, é um mês do calendário hindu. Ele corresponde ao signo de Touro no Zodíaco e abrange aproximadamente a segunda metade de maio e a primeira metade de junho no calendário gregoriano. O primeiro dia do mês é chamado Vrishbha Sankranti, que geralmente cai em 14 ou 15 de maio.
Nos textos védicos, o mês de Vṛṣabha é chamado de Madhava, mas nesses textos antigos, não possui associações no Zodíaco. O mês solar de Vṛṣabha coincide com o mês lunar de Jyeshtha nos calendários luni-solares hindus. Vṛṣabha é precedido pelo mês solar de Mesha e seguido pelo mês solar de Mithuna.
No calendário hindu tamil, o mês de Vṛṣabha é chamado de Vaikasi. Os textos sânscritos da Índia antiga e medieval variam em seus cálculos sobre a duração de Vṛṣabha, assim como fazem com outros meses. Por exemplo, o Surya Siddhanta calcula a duração de Vṛṣabha como 31 dias, 10 horas, 5 minutos e 12 segundos. Em contraste, o Arya Siddhanta calcula a duração de Vṛṣabha como 31 dias, 9 horas, 37 minutos e 36 segundos.
Os nomes dos meses solares indianos são significativos em estudos epigráficos do Sul da Ásia. Por exemplo, o mês Vṛṣabha, junto de outros meses solares, é encontrado inscrito em templos hindus da era medieval, às vezes escrito como Rishabha.
Vṛṣabha também é um signo astrológico nos sistemas de horóscopo indianos, correspondente a Touro.
Além disso, Vṛṣabha é o décimo segundo mês no calendário dariano para o planeta Marte, quando o Sol atravessa o setor central da constelação de Touro visto de Marte.